# Rue Pierre-Demours
La rue Pierre-Demours est une voie du 17e arrondissement de Paris.

## Situation et accès
Longue de 875 mètres, elle commence rue Guersant et place Tristan-Bernard et finit avenue de Villiers.
Le quartier est desservi par la ligne 3 à la station de métro Pereire.

## Origine du nom

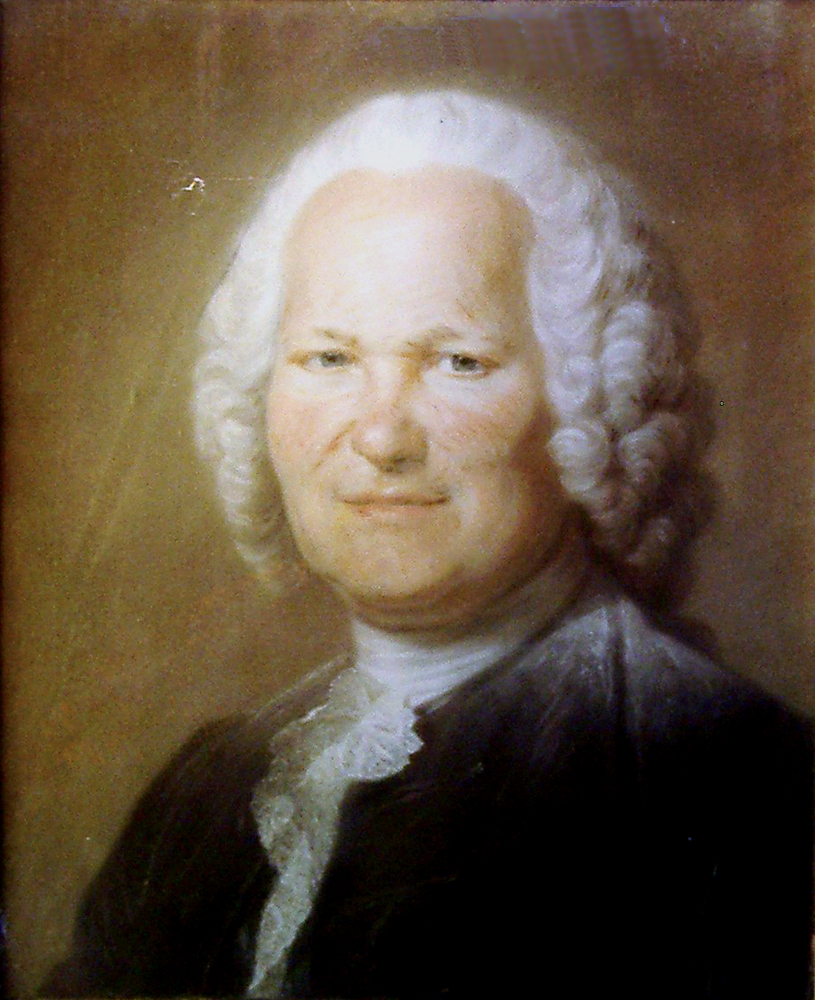
Pierre Demours, par Quentin de La Tour.

Elle a été nommée d'après Antoine Pierre Demours (1762-1836), médecin oculiste, propriétaire d'une partie des terrains sur lesquels la rue a été établie.

## Historique

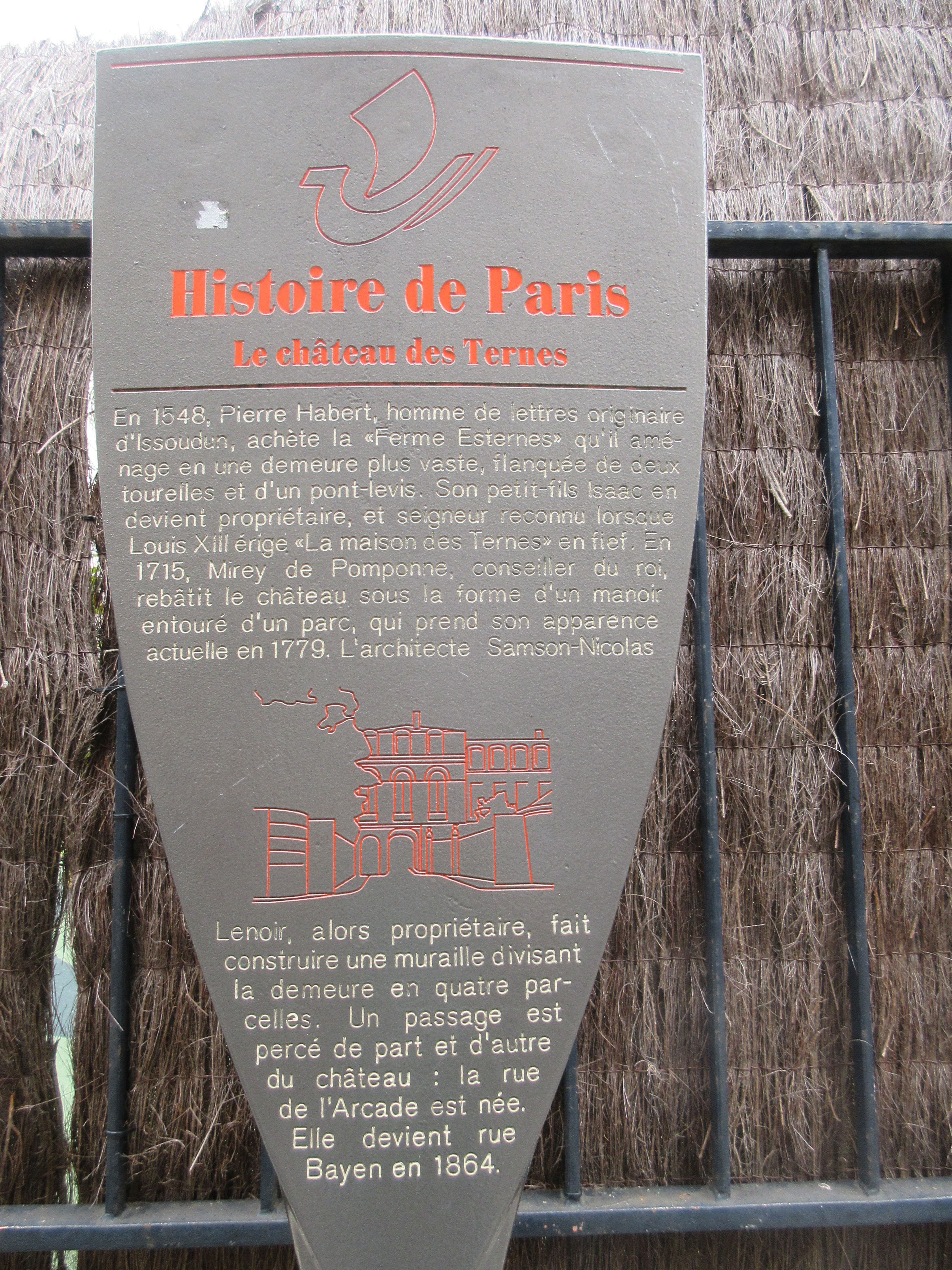
Panneau Histoire de Paris
« Le Château des Ternes »

Le tronçon compris entre la place Tristan-Bernard et la rue Laugier est indiqué sur le plan de Roussel de 1730 ; c'était une partie de la « rue des Ternes » jusqu'en 1868, qui était une voie de la commune de Neuilly et de l'ancienne commune des Batignolles, classée dans la voirie parisienne par un décret du 23 mai 1863.
Entre la place Tristan-Bernard et la rue Bayen, la voie a porté le nom de « rue Labordère ».
La partie comprise entre la rue de Courcelles et l'avenue de Villiers est ouverte par application d'un décret du 30 novembre 1862.
Elle prend sa dénomination par arrêté du 22 janvier 1932. La section qui était comprise entre l'avenue des Ternes et la rue Guersant a été englobée dans la place Tristan-Bernard en 1953.

## Bâtiments remarquables et lieux de mémoire

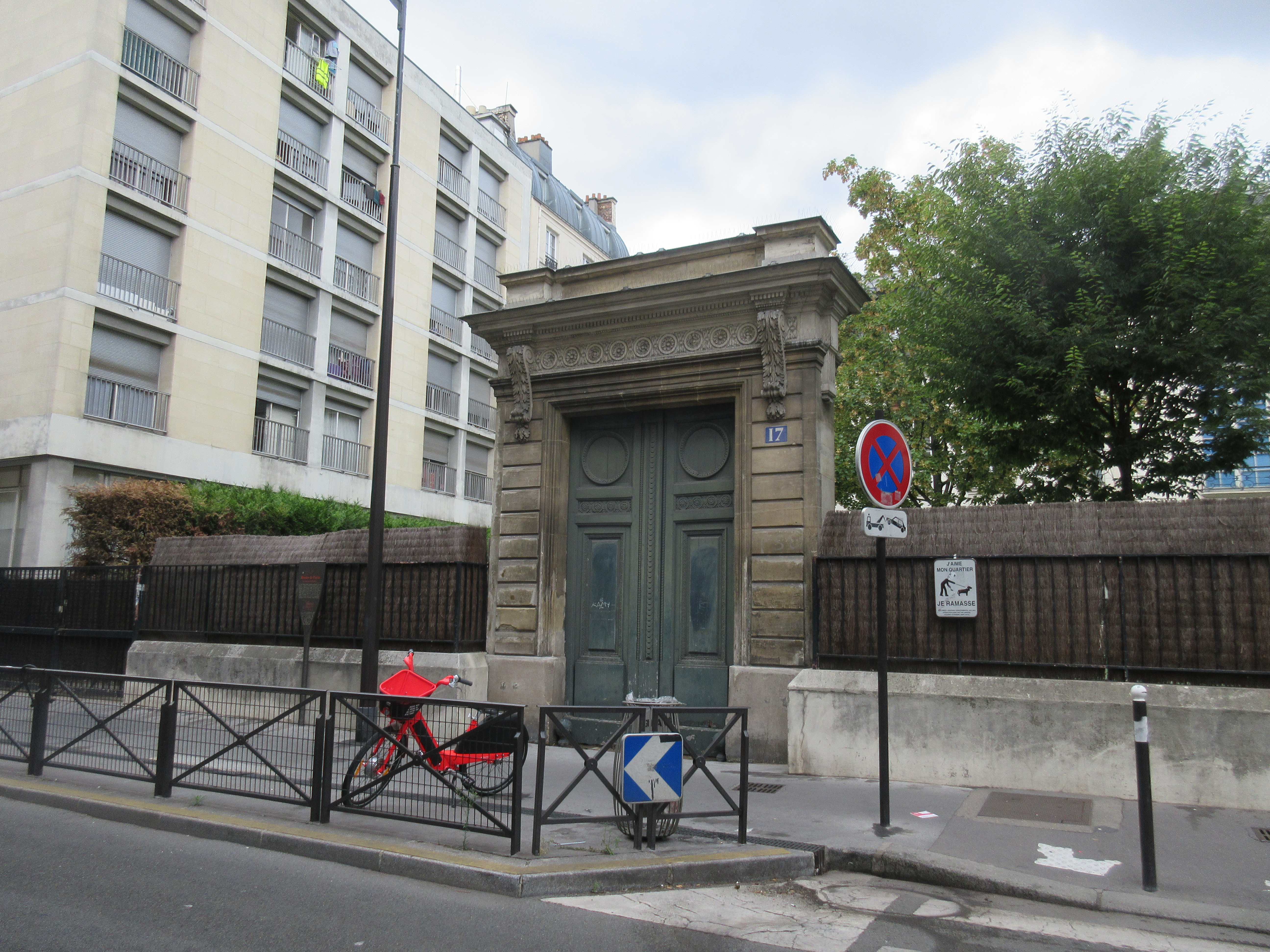
17, rue Pierre-Demours.

- Au no 21 de la rue jaillissait une source qui était exploitée au XIXe siècle[1].
- Au no 29 bis meurt en 1929 le peintre Léon Barillot.